# Rogers (Arkansas)
Pour les articles homonymes, voir Rogers.
La ville de Rogers est située dans le comté de Benton, dans l’État d’Arkansas, aux États-Unis. 

## Urbanisme

### Voies de communication et transports

#### Transports publics

##### Transport aérien
Elle dispose d'un aéroport municipal.

## Population et société

### Démographie
La ville compte 57 539 habitants en 2011. C’est la plus grande ville du comté.
| 1890  | 1900  | 1910  | 1920  | 1930  | 1940  | 1950  | 1960  |
| ----- | ----- | ----- | ----- | ----- | ----- | ----- | ----- |
| 1 265 | 2 158 | 2 820 | 3 318 | 3 554 | 3 550 | 4 962 | 5 700 |

| 1970   | 1980   | 1990   | 2000   | 2010   | - | - | - |
| ------ | ------ | ------ | ------ | ------ | - | - | - |
| 11 050 | 17 429 | 24 692 | 38 829 | 55 964 | - | - | - |

### Équipement sanitaire et social
La ville possède un hôpital, le Rogers Memorial Hospital.

## Économie

### Entreprises et secteurs d'activité
La ville est célèbre pour avoir abrité le tout premier discount store Wal-Mart (devenu la plus grande chaîne de grande distribution), magasin ouvert le 2 juillet 1962.

## Culture locale et patrimoine

### Lieux et monuments
- Église Saint-Vincent-de-Paul (catholique)

### Personnalités liées à la ville
- Hunter Wood (1993-), joueur de baseball américain.